# Cancer amphioetus
Cancer amphioetus är en kräftdjursart som beskrevs av M. J. Rathbun 1898. Cancer amphioetus ingår i släktet Cancer och familjen Cancridae. Inga underarter finns listade i Catalogue of Life.